# Monthermé
Monthermé ist eine französische Gemeinde mit 2.155 Einwohnern (Stand 1. Januar 2022) in der Region Grand Est im Département Ardennes. Sie liegt im Arrondissement Charleville-Mézières und dem Kanton Bogny-sur-Meuse.
Die Gemeinde liegt im 2011 gegründeten Regionalen Naturpark Ardennen.

## Geschichte
Im 12. Jahrhundert gründete Gunther, Herzog von Rethel, auf seinen Gütern mehrere Klöster, darunter im Jahr 1128 in Monthermé für Prämonstratenser-Kanoniker das Kloster Laval Dieu, das dem Heiligen Remigius von Reims geweiht war. In den folgenden Jahrhunderten gehörte Monthermé abwechselnd dem Haus Flandern, dem Haus Burgund, den Guise und den Bourbon-Conti, die es 1629 Ludwig XIII. überließen. In dieser Zeit wurde hier Waldwirtschaft betrieben und Schiefer abgebaut. 1865 wurden die ersten Puddelöfen errichtet, die bis heute den Grundstock des örtlichen Industriesektors bilden.
Im Westfeldzug im Zweiten Weltkrieg kam es vom 13. bis 15. Mai 1940 zur Schlacht von Monthermé, in welcher der Ort von der Wehrmacht eingenommen wurde und bis zur Befreiung durch die Alliierten im August 1944 unter deutscher Besatzung blieb.

## Bevölkerungsentwicklung
| Jahr                      | 1962 | 1968 | 1975 | 1982 | 1990 | 1999 | 2005 | 2010 | 2016 |
| ------------------------- | ---- | ---- | ---- | ---- | ---- | ---- | ---- | ---- | ---- |
| Einwohner                 | 3582 | 3212 | 3299 | 3103 | 2866 | 2791 | 2588 | 2459 | 2337 |
| Quelle: Cassini und INSEE |      |      |      |      |      |      |      |      |      |

## Gemeindepartnerschaft
Monthermé unterhält seit 1962 eine Partnerschaft mit der rheinland-pfälzischen Stadt Prüm (Deutschland).